# Sacciolepis transbarbata
Sacciolepis transbarbata är en gräsart som beskrevs av Otto Stapf. Sacciolepis transbarbata ingår i släktet Sacciolepis och familjen gräs. Inga underarter finns listade i Catalogue of Life.